# Mlecevo, Gabrovo
Mlecevo (în bulgară Млечево) este un sat în comuna Sevlievo, regiunea Gabrovo,  Bulgaria. 

## Demografie
Componența etnică a satului Mlecevo
     Bulgari (98,61%)
     Nicio identificare (1,38%)
     Altele (0%)
La recensământul din 2011, populația satului Mlecevo era de 72 locuitori. Din punct de vedere etnic, majoritatea locuitorilor (98,61%) erau bulgari. Pentru 1,38% din locuitori nu este cunoscută apartenența etnică.